# ایستگاه ماتسودو
ایستگاه ماتسودو (به ژاپنی: 松戸駅 Matsudo-eki) یک ایستگاه قطار در ماتسودو، چیبا در ژاپن است. این ایستگاه توسط شرکت راه‌آهن شرق ژاپن و راه‌آهن الکتریکی شین کیسی اداره می‌شود.